# راي تشان
راي تشان أو تشن تشي تشوان
(ولد في 16 أبريل 1972 بهونغ كونغ بالصين 陳志全 إنجليزية Ray Chan)، يعرف أيضا ب Slow Beat ، هو أحد أعضاء المجلس التشريعي بهونغ كونغ (يمثل دائرة الأراضي الشرقية الجديدة)، المقدم والمدير التنفيذي السابق لمراسل هونغ كونغ. أسس في عام 2011 موقع 9جاج الترفيهي.

## روابط خارجية
- راي تشان على موقع IMDb (الإنجليزية)